# Jaime de Angulo
Pour les articles homonymes, voir Angulo.
Jaime de Angulo (1887-1950) est un linguiste, romancier, et ethnomusicologue américain.

## Biographie
Né le 22 janvier 1887 à Paris 8e de parents espagnols, il vient aux États-Unis en 1905 pour devenir cow-boy. Il s'établit à San Francisco, la même année que le tremblement de terre (1906). Il vit étrangement, étant à a fois garçon vacher, docteur et psychologue. Il tente aussi de se suicider en se tranchant la gorge, à Berkeley. Il devient linguiste, et contribue à la reconnaissance de peuples indigènes du nord de la Californie.
Il commence sa carrière à l'université de Californie, à Berkeley, dans les années 1920 et après son mariage avec L. S. Nancy Freeland. Durant cette période, lui et sa femme vivent au sein de plusieurs tribus californiennes et afin d'en étudier les cultures et modes de vie. De Angulo est particulièrement intéressé par l'étude de la sémantique et de la grammaire des systèmes linguistiques tribaux. Il est aussi phonéticien, et un pionnier de l'étude de l'ethnomusicologie des peuples nord-américains. Il contribue à conserver des enregistrements sonores de ces peuples. De Angulo correspond avec d'autres figures de l'ethnologie : Franz Boas, Alfred L. Kroeber, et Edward Sapir. Il reçoit une aide considérable de la fondation Boas’s Committee on American Native Languages.
Vers la fin de sa vie, De Angulo mène une vie de bohémien, et ce après sa fréquentation des tribus américaines, et à la suite d'un accident de voiture en 1933. Il se retire dans un endroit isolé, à Big Sur. Il écrit des ouvrages, et en particulier des contes, à la manière des coyote tales des tribus nord-américaines. Ezra Pound le surnomme « the American Ovid » (l'« Ovide américain ») et William Carlos Williams dit de lui qu'il est « one of the most outstanding writers I have ever encountered » (« l'un des plus remarquables écrivains que j'ai rencontrés »). Il inspire les travaux du linguiste Jack Spicer, du poète Robert Duncan ; il apparaît également dans les ouvrages de Jack Kerouac et de Henry Miller. Il est aussi un ami de Harry Partch, Robinson Jeffers, Henry Cowell, Carl Jung et D. H. Lawrence.
De Angulo est considéré comme un « Old Coyote », comme un anarchiste également.

## Œuvres
- Coyote Man and Old Doctor Loon
- Coyote's Bones
- Indians in Overalls
- Indian Tales, Hill and Wang, 1953
- The Lariat
- Old Time Stories, Volume 1 : Shabegok, Turtle Island Foundation, 1976
- Old Time Stories, Volume 2 : How The World Was Made, Turtle Island Foundation, 1976